# Høvåg
Høvåg este o localitate din comuna Lillesand, provincia Aust-Agder, Norvegia, cu o suprafață de 0,25 km² și o populație de 277 locuitori (2013).